# Camarophyllopsis roseola
Camarophyllopsis roseola är en svampart som först beskrevs av G. Stev., och fick sitt nu gällande namn av Boertm. 2002. Camarophyllopsis roseola ingår i släktet Camarophyllopsis och familjen Hygrophoraceae.   Inga underarter finns listade i Catalogue of Life.